# Yu Shi
 (juin 2024).
La mise en forme du texte ne suit pas les recommandations de Wikipédia : il faut le « wikifier ».
Les points d'amélioration suivants sont les cas les plus fréquents :
- Les titres sont pré-formatés par le logiciel. Ils ne sont ni en capitales, ni en gras.
- Le texte ne doit pas être écrit en capitales (les noms de famille non plus), ni en gras, ni en italique, ni en « petit »…
- Le gras n'est utilisé que pour surligner le titre de l'article dans l'introduction, une seule fois.
- L'italique est rarement utilisé : mots en langue étrangère, titres d'œuvres, noms de bateaux, etc.
- Les citations ne sont pas en italique mais en corps de texte normal. Elles sont entourées par des guillemets français : « et ».
- Les listes à puces sont à éviter, des paragraphes rédigés étant largement préférés. Les tableaux sont à réserver à la présentation de données structurées (résultats, etc.).
- Les appels de note de bas de page (petits chiffres en exposant, introduits par l'outil «  Source ») sont à placer entre la fin de phrase et le point final[comme ça].
- Les liens internes (vers d'autres articles de Wikipédia) sont à choisir avec parcimonie. Créez des liens vers des articles approfondissant le sujet. Les termes génériques sans rapport avec le sujet sont à éviter, ainsi que les répétitions de liens vers un même terme.
- Les liens externes sont à placer uniquement dans une section « Liens externes », à la fin de l'article. Ces liens sont à choisir avec parcimonie suivant les règles définies. Si un lien sert de source à l'article, son insertion dans le texte est à faire par les notes de bas de page.
- La présentation des références doit suivre les conventions bibliographiques. Il est recommandé d'utiliser les modèles {{Ouvrage}}, {{Chapitre}}, {{Article}}, {{Lien web}} et/ou {{Bibliographie}}. Le mode d'édition visuel peut mettre en forme automatiquement les références.
- Insérer une infobox (cadre d'informations à droite) n'est pas obligatoire pour parachever la mise en page.

Pour une aide détaillée, merci de consulter Aide:Wikification.
Si vous pensez que ces points ont été résolus, vous pouvez retirer ce bandeau et améliorer la mise en forme d'un autre article.
Yu Shi (Yosh; chinois : 于适 ; pinyin : Yú Shì) né le 22 décembre 1996 et également connu sous le nom de Yosh Yu, est un acteur et mannequin chinois. Il a gagné en popularité après avoir joué dans le film fantastique et épique chinois de 2023 Creation of the Gods I : Kingdom of Storms. En 2023, il a remporté le Prix de la révélation de l’année ( Most Popular Newcomer Actor Award ) à la 20th Film Channel Media Focus Unit pour son rôle de Deng Fang dans le film d'action Born to Fly.  
Yu Shi, d’origine mongole est né le 22 décembre 1996 à Lingyuan, dans la ville de Chaoyang, dans la province du Liaoning. Son nom mongol est Ashan（阿斯罕）. Il est diplômé de l'Université technique de Liaoning.

## Carrière
Yu Shi a participé à des entraînements de basket-ball pour les jeunes durant ses premières années. Il a également participé à la deuxième saison du concours de chant Chinese Idol en 2014 sous le nom de Yu Zhi (chinois : 于植).
En 2017, il a ensuite été sélectionné par l'équipe du casting[anglicisme à remplacer] de Creation of the Gods I car il était apparu dans la publicité de la filiale de Nike, Jordan, intitulée : La victoire ne dépend que de moi : le jour où j’ai décidé de gagner「勝由我定：決勝之日」. Durant les 6 mois de formation qui ont suivi la sélection du film, Yu Shi a été notamment entrainé à l’équitation et au tir à l'arc. Son rôle principal en tant que Ji Fa, lui a été confirmé deux semaines avant le début du tournage.
Après avoir terminé le tournage du film Creation of the Gods I, Yu Shi n'a pas joué de rôle pendant deux ans. Il s'est alors consacré à l’équitation et au tir à l'arc à cheval. Par la suite, il a joué dans la série télévisée nationale My Altay. Pendant le tournage de My Altay, Yu Shi a également joué le rôle de conseiller équestre pour la production. Il a ainsi dressé des chevaux pour les acteurs. En avril 2023, lors du 3e Festival équestre provincial de Guangdong, Yu Shi a également remporté un prix lors du Championnat d'équitation et de tir sur invitation. Il est actuellement engagé par l'agence Shanghai Biyou Film and Television Media Co., Ltd.
Le 14 août 2022, il participe à l'événement Weibo Movie Night. Le 25 septembre, il  interprète la chanson thème « Cloud » du film Born to Fly En janvier 2023, il est sélectionné comme membre du programme de sélection 2023 Rising Star Youth Actor.
Son premier film, Born to Fly, avec Wang Yibo, Hu Jun et Zhou Dongyu, sort le 28 avril 2023. Il attire réellement l'attention de l'industrie du divertissement après la sortie de Creation of the Gods I en juillet 2023. Ainsi, le 9 juin, il remporte le prix « New Emerging Actor of the Year » (acteur émergent de l'année) lors de la cérémonie de remise des prix
Le 14 septembre, il rejoint l'émission The Most Beautiful Show. En novembre, il prête sa voix au personnage de Valentino, une petite chèvre, dans le film de Disney Wish. Le 22 novembre, sa chanson « Long Xiangyi » (长相忆) est diffusée. Le 22 décembre, il a animé la cérémonie de clôture et la cérémonie de remise des prix du cinquième Festival international d u film de l'île de Hainan. Le 31 décembre, il participe au 2024 Jiangsu Satellite TV New Year's Eve Concert et interprète la chanson « The Fox ». Le même jour, son single solo « Dream Bubble » (梦幻泡影) est sorti.
Il interprète, sous le pseudonyme de Yosh Yu, le rôle principal de Ji Fa dans  Creation of the Gods II : Demon Force  paru en 2025.

## Egérie
En novembre 2023, Yu est nommé ambassadeur de la marque de la maison de couture de luxe française Dior, suivi, en janvier 2024, par la marque de beauté haut de gamme française, Guerlain qui annonce Yu comme son ambassadeur de marque. En avril de la même année, il est sélectionné pour devenir l'ambassadeur de la marque de montres de luxe suisse Hublot. Le même mois,  il est l'ambassadeur de la maison de joaillerie de luxe française Chaumet en Chine. Plus récemment encore il est devenu l'égérie de la marque de bière française la plus vendue au monde qui n'est d'autre que la 1664.

## Filmographie
| Année | Titre                                     | Personnage interprété | Rôle                    |
| 2023  | Born to Fly                               | Deng Fang [1]         | acteur                  |
| 2023  | Creation of the Gods I: Kingdom of Storms | Ji Fa                 | acteur                  |
| 2023  | Wish                                      | Valentino             | Doublage de l'animation |
| 2024  | Pegasus 2                                 | Lone Wolf             | Caméo                   |
| 2024  | Le Château ambulant                       | Hauru                 | Doublage de l'animation |

## Télévision
| 2014 : 《中国梦之声》（第二季 la deuxième saison du concours de chant Chinese Idol sous le nom de Yu Zhi (chinois : 于植) |
| 2023 Téléréalité: Hello, Saturday 2023, (你好，星期六 2023)                                                               |

## Chansons
| Date de sortie    | Chansons                    | Remarques                                                                                               |
| 25 septembre 2022 | 云端yún duān                | Chanson du film "Born to Fly", en collaboration avec Wang Yibo, Bu Yu, Zhai Yujia, Wang Zichen, Lu Xin. |
| 9 février 2023    | 心的风向xīn de fēng xiàng   | Chanson du film d'animation "Left Hand Layup".                                                          |
| 22 novembre 2023  | 长相忆cháng xiāng yì        | Chanson commémorative pour le retour des dépouilles des martyrs de la guerre de Corée.                  |
| 31 décembre 2023  | 梦幻泡影mèng huàn pào yǐng  | Single personnel.                                                                                       |
| 13 mai 2024       | 月光yuè guāng               | Chanson de la série en ligne "My Altay".                                                                |
| 10 mai 2024       | 彩虹布拉克cǎi hóng bù lā kè | Chanson de la série en ligne "My Altay".                                                                |
| 9 mai 2024        | 回家吧huí jiā bā            | Chanson de la série en ligne "My Altay", en duo avec Zhou Yiran.                                        |

## Mannequin pour des magazines
| Numéro                | Magazine                                         | Remarque             | Apparition dans le magazine |
| 2018(11)              | Esquire (Chine) (时尚先生)                       |                      | Page intérieure             |
| 2023(8)               | Dazhong Dianying (大众电影)                      | Film                 | Première de couverture      |
| 2023(8)               | ELLEMEN Rui Shi Xin Qingnian (ELLEMEN睿士新青年) |                      | Première de couverture      |
| 2023(9)               | World Screen (环球银幕)                          | Film                 | Première de couverture      |
| 2023(307)             | Wonderful OK (精彩ok)                            |                      | Première de couverture      |
| 2023(Issue6. Automne) | GLASS MAN                                        |                      | Première de couverture      |
| 2023(773&774)         | InStyle (InStyle)                                |                      | Première de couverture      |
| 2023(10)              | Men's Uno (风度men's uno)                        |                      | Première de couverture      |
| 2023(10)              | Shangcheng Shi (上城士)                          |                      | Première de couverture      |
| 2023(11)              | GQ (Chine) (智族GQ)                              |                      | Première de couverture      |
| 2024(1)               | VISIONAIRE CHINA                                 | "L'imagination"      | Première de couverture      |
| 2024(1)               | Esquire FINE (Chine) (时尚先生FINE)              |                      | Première de couverture      |
| 2023(7)               | China Screen (中国银幕)                          | Film, Fei Xiang      | Première de couverture      |
| 2023(9)               | GLASS VISION                                     | Naran                | Première de couverture      |
| 2023(10)              | Harper's Bazaar Men (芭莎男士)                   | Wuershan, Naran      | Première de couverture      |
| 2023(Full Movie)      | World Screen (环球银幕)                          | Film                 | Première de couverture      |
| 2024(1)               | Fashion Men (时装男士)                           |                      | Première de couverture      |
| 2024(1)               | Renwu (人物)                                     | "Visages de 2023"    | Première de couverture      |
| 2023(9)               | GQ (Chine) (智族GQ)                              |                      | Page intérieure             |
| 2023(11)              | VOGUE Plus                                       |                      | Page intérieure             |
| 2023(12)              | GQ (Chine) (智族GQ)                              |                      | Page intérieure             |
| 2023(16)              | Nan Feng Chuang (南风窗)                         |                      | Page intérieure             |
| 2023(19)              | Youth Digest (青年文摘)                          |                      | Page intérieure             |
| 2023(8)               | Equitation (马术)                                | Équitation           | Page intérieure             |
| 2023(8)               | World Screen (环球银幕)                          | Film                 | Page intérieure             |
| 2023(8)               | China Screen (中国银幕)                          | Film                 | Page intérieure             |
| 2023(21)              | Global People (环球人物)                         |                      | Page intérieure             |
| 2023(24)              | Youth Digest (青年文摘)                          | (Version en couleur) | Page intérieure             |
| 2024(1)               | World Screen (环球银幕)                          | Film                 | Page intérieure             |

## Récompenses
| Dates remise de prix | Prix                                              | Evénement                                | Œuvre associée             |
| 9 juin 2023          | Acteur émergent de l'année                        | Soirée des Rencontres Cinématographiques | -                          |
| 10 juin 2023         | Acteur émergent de l'année,                       | Soirée Cinéma Weibo                      | -                          |
| 16 juin 2023         | Meilleur nouvel acteur masculin selon les médias, | The 20th Cinema Channel Media Focus Unit | 长空之王Long Kong Zhi Wang |
| 14 janvier 2024      | Acteur en ascension de l'année,                   | Soirée Weibo                             | -                          |
| 22 janvier 2024      | Visage de l'année 2023                            | Ren wu 人物                              | -                          |